# クリケット西インド諸島代表

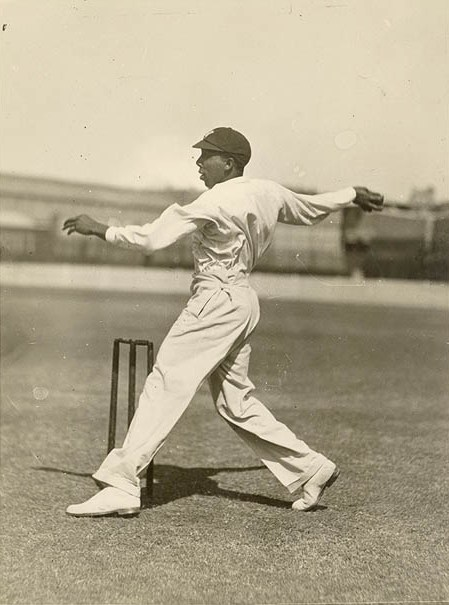
クリケット西インド諸島代表選手の一人、Learie Constantine。

クリケット西インド諸島代表（West Indies cricket team）は西インド諸島の主に英語圏の国々やイギリスの海外領土を代表するクリケットの多国籍ナショナルチーム。
クリケット・ワールドカップなどでは単に「西インド諸島（The West Indies）」などと表記されるが、一般的にカリブ海全域の諸島を指す地理上の「西インド諸島」とは異なる概念である。

## 歴史
「西インド諸島クリケットチーム」として1890年代から競技が行われ、当時の英領カリブ諸島植民地を代表する「西インド諸島クリケット協会（West Indies Cricket Board、略称：WICB）」が設立された。

## 加盟国

クリケット西インド諸島代表の旗（1999年より使用）

現在のクリケット西インド諸島代表に含まれる国と地域は下記の通り。

### 独立国
- アンティグア・バーブーダ
- バルバドス
- ドミニカ国
- グレナダ
- ガイアナ
- ジャマイカ
- セントクリストファー・ネイビス
- セントルシア
- セントビンセント・グレナディーン
- トリニダード・トバゴ

### イギリスの海外領土
- アンギラ
- モントセラト
- イギリス領ヴァージン諸島

### その他の海外領土・自治領など
- アメリカ領ヴァージン諸島
- シント・マールテン（セント・マーチン島南部、オランダ王国構成国）

## ワールドカップでの成績
- 1975 - 優勝
- 1979 - 優勝
- 1983 - 準優勝
- 1987 - 予選リーグ敗退
- 1992 - 6位
- 1996 - 準決勝敗退
- 1999 - 予選リーグ敗退
- 2003 - 予選リーグ敗退
- 2007 - 6位